# Adopción homoparental en Colombia
La aprobación de adopción homoparental en Colombia es un proceso mediante el cual se aprobó la adopción de menores por parte de parejas del mismo sexo en Colombia, como ya se logró en algunos países como Noruega, Países Bajos, Canadá, Dinamarca, Nueva Zelanda, Irlanda y Reino Unido.

## Orígenes
Todo empezó por el empate surgido el miércoles 28 de enero de 2015 en la Corte Constitucional de Colombia donde se discutió sobre la ponencia del magistrado Jorge Iván Palacio teniendo como resultado un empate (4-4), lo que obligó al nombramiento de un conjuez que deberá resolver el dilema, se trata de José Roberto Herrera Vergara.
La discusión sobre el tema dio como resultado varias opiniones, entre ellas la de la "ONG Colombia Diversa" encargada de promover la igualdad para los homosexuales quien dijo que esperaba que el conjuez actuara responsablemente y fallara en derecho, por su parte la "Fundación Marido y Mujer" dijo que debía prevalecer en la corte los derechos de los niños sin importar en manos de quien esté. El procurador general de Colombia de ese entonces, el conservador Alejandro Ordóñez, pidió que se anulara la petición de aprobar la adopción homopatental. El ICBF manifestó una postura contraria a la del entonces procurador, diciendo que, números estudios científicos han demostrado que los menores no se ven afectados al crecer en hogares homoparentales.
Se ha tenido en cuenta, por parte del Ministerio de Salud y el ICBF, que no se han identificado riesgos para la salud y el bienestar de los menores derivada de la adopción de parejas del mismo sexo, por otro lado, tampoco influye la orientación sexual de los padres en el desarrollo de los niños.
Por su parte la Defensoría del Pueblo de Colombia también se pronunció a favor de las familias homoparentales.
El 18 de febrero de 2015 a las 7:11 p. m. se dio a conocer la decisión, en la cual se negó la solicitud de aprobar este tipo de adopción, y manifestando que sólo se podía adoptar cuando el menor sea el hijo biológico de uno de los integrantes de la pareja del mismo sexo. Sin embargo, meses después, y con nuevos magistrados en la Corte Constitucional, el tema fue analizado nuevamente, y esta vez con una sentencia a favor de la adopción homoparental. En  noviembre de 2015, la mayoría de los magistrados de la Corte Constitucional aprobaron la adopción homosexual, lo cual legalizó la adopción por parte de las parejas homosexuales en todo el territorio colombiano, por tanto, a partir de la sentencia C- 683 de noviembre de 2015, las parejas del mismo sexo pueden aplicar al proceso de adopción conjunta. Este fallo es el resultado de una demanda de inconstitucionalidad interpuesta por el profesor Sergio Estrada Velez, de la Universidad de Medellín, que evidenciaba la carencia de derechos que tienen los niños y niñas sin hogar en Colombia al no poder ser adoptados por familias homoparentales. La Ley 12 de 1991 de la Convención de Derechos del Niño afirma que en términos de adopción no deben tenerse en cuenta el sexo de los padres.

## Aprobación[7]
Luego de pasados 9 meses desde que se negó la adopción igualitaria, el 3 de noviembre de 2015, la Corte Constitucional de Colombia aprueba la adopción igualitaria, con un resultado de seis votos a favor y dos en contra luego de nueve horas de discusión. La votación estuvo liderada por el magistrado Jorge Iván Palacio. El Gobierno de Juan Manuel Santos a través del Instituto Colombiano de Bienestar Familiar, el Ministerio de Justicia y otras ONG han mostrado su apoyo a la causa.
Posteriormente la presidenta de la Corte Constitucional, María Victoria Calle, explicó "La orientación sexual de una persona o su sexo no son en sí mismo indicadores de falta de idoneidad moral, física o mental para adoptar”. “De modo que impedir que un niño tenga una familia fundándose para ello únicamente en la orientación sexual o el sexo de una persona o de una pareja representa una restricción inaceptable de los derechos del niño y es entonces contrario a su interés superior, protegido por la Constitución”. De igual manera seguro que “excluir a estas últimas del universo de potenciales adoptantes implica una limitación del derecho de los niños a tener una familia y a no ser separados de ellos que afecta injustificadamente su interés superior”.
Es a partir de la sentencia C- 683 de 2015 que las parejas del mismo sexo pueden aplicar al proceso de adopción. 

## Referendo contra adopción homoparental
En el 2016 Viviane Morales presentó un proyecto de ley de referendo para exigir que todas las adopciones fueran realizadas por un pareja conformada por un hombre y una mujer. De haber sido aprobado dicho referendo, en la práctica habría significado que las parejas del mismo sexo y las personas solteras, independientemente de si son heterosexuales u homosexuales, ya no podrían adoptar. El proyecto de referendo nunca se llevó a cabo, ya que fue hundido por la Cámara de Representantes el 10 de mayo de 2017.